# PSA Tour
PSA Tour es la tercera gira mundial de la agrupación musical femenina estadounidense Fifth Harmony, con el fin de promocionar su tercer álbum de estudio Fifth Harmony (2017). El inicio de la gira comenzó el 29 de septiembre de 2017 en el Movistar Arena de Santiago de Chile y finalizó el 11 de mayo de 2018 en Hollywood - Florida, Estados Unidos. En total fueron anunciados 37 conciertos, dividos en América Latina, Norteamérica y Asia, de los cuales se cancelaron 7 en Oceanía, uno Norteamérica y uno en Europa y 9 fechas pertenecen a diferentes festivales y eventos benéficos, quedando solo 19 conciertos exclusivos de la gira.

## Antecedentes
El 24 de julio de 2017 se dio a conocer que el cuarteto lanzaría su tercer álbum de estudio y primer homónimo Fifth Harmony. Este fue anunciado en el programa televisivo estadounidense The Tonight Show presentado por Jimmy Fallon. El 6 de agosto, salió a la luz la portada del disco, causando cierto desconcierto entre sus fanáticos. Tres días después, se anunciaron las diez canciones que componen el álbum, de las cuales solo Down es la única en colaboración con otro artista. Horas más tarde, a través de redes sociales, las integrantes de Fifth Harmony revelaron las primeras diez fechas del tour en América Latina durante los meses de septiembre y octubre, haciendo su debut en países como Panamá y Costa Rica.
La preventa de boletos estarán disponibles el 14 y 15 de agosto mientras que la venta general será a partir del 16 de agosto. El 9 de agosto, se anunció que el cantante Alex Aiono será el que habrá los shows del grupo femenino en Brasil. El 13 de agosto, las integrantes del grupo femenino anunciaron cuatro fechas para Australia para fines de octubre y principios de noviembre. Los conciertos tuvieron que ser reprogramados por conflictos de programación. Los conciertos en Melbourne, Sídney y Brisbane se realizaran en marzo de 2018, el show en Perth no tuvo reprogramación y quedó cancelado. Luego de realizar los conciertos en dichas fechas, seguirán por Nueva Zelanda donde participaran en el KFC Edgefest 2017 en tres ciudades del país, pero también fueron canceladas las fechas en dicho país debido a conflictos de programación. En esta ocasión, ninguno de los tres conciertos tuvo reprogramación. Durante el mes de diciembre realizaron conciertos en diferentes festivales por distintas ciudades de Estados Unidos y Canadá.
El 21 de septiembre, se anunció a través de la cuenta oficial de Twitter de la agrupación que Becky G sería la telonera de los conciertos en Chile, Argentina y México.
El 7 de noviembre se anunciaron las fechas de la etapa asiática de la gira, la cual visitaría los países de Japón, Filipinas y los Emiratos Árabes Unidos. El 17 de noviembre se anunció una fecha más para la etapa asiática en Singapur.
El 19 de marzo de 2018 el grupo anunció la decisión de separarse para poder buscar proyectos en solitario. Su último concierto iba a realizarse el 16 de mayo del mismo año en Islandia, pero dicho concierto y el de Puerto Rico fueron cancelados por motivos desconocidos, siendo el 11 de mayo el último concierto del grupo realizado en Hollywood, Estados Unidos.

## Repertorio
Esta lista de canciones corresponde al show del 29 de septiembre de 2017 en Santiago, Chile.
1. Worth It
2. BO$$
3. Sauced Up
4. Reflection
5. Deliver
6. Gonna Get Better (solo interpretada en Buenos Aires, Argentina)
7. Messy
8. Make You Mad
9. Scared of Happy
10. Lonely Night
11. Not That Kinda Girl
12. Angel
13. No Way
14. Down (canción de Fifth Harmony)
15. All In My Head (Flex)
16. He Like That
17. Don't Say You Love Me
18. Work From Home

Encore
1. Bridges

## Actos de apertura
- Becky G (Chile, Argentina y México)
- Kudai (Chile)
- Alex Aiono (Brasil)
- Ingrid de Ycaza (Panamá)
- Cori Elle (Costa Rica)

## Fechas
| Día                      | Ciudad           | País           | Recinto                       | Entradas        | Recaudación   |
| Latinoamérica            | Latinoamérica    | Latinoamérica  | Latinoamérica                 | Latinoamérica   | Latinoamérica |
| ------------------------ | ---------------- | -------------- | ----------------------------- | --------------- | ------------- |
| 29 de septiembre de 2017 | Santiago         | Chile          | Movistar Arena                | 4,877 / 11,282  | $351,458      |
| 2 de octubre de 2017     | Buenos Aires     | Argentina      | Luna Park                     | 3,262 / 8,191   | $270,608      |
| 4 de octubre de 2017     | Belo Horizonte   | Brasil         | Km de Vantagens Hall          | 2,467 / 5,160   | $159,570      |
| 6 de octubre de 2017     | Río de Janeiro   | Brasil         | Metropolitan                  | 5,062 / 8,404   | $330,769      |
| 7 de octubre de 2017     | São Paulo        | Brasil         | Estadio Morumbi               | Festival        | Festival      |
| 10 de octubre de 2017    | Ciudad de México | México         | Auditorio Nacional            | 6,130 / 9,620   | $330,505      |
| 11 de octubre de 2017    | Monterrey        | México         | Arena Monterrey               | —               | —             |
| 12 de octubre de 2017    | Guadalajara      | México         | Auditorio Telmex              | 2,576 / 4,867   | $148,948      |
| 14 de octubre de 2017    | Ciudad de Panamá | Panamá         | Centro de Convenciones Amador | 1,163 / 3,200   | $100,351      |
| 15 de octubre de 2017    | Alajuela         | Costa Rica     | Parque Viva                   | 1,482 / 3,400   | $91,358       |
| Norteamérica             |                  |                |                               |                 |               |
| 17 de octubre de 2017    | Brooklyn         | Estados Unidos | Barclays Center               | Festival        | Festival      |
| 2 de diciembre de 2017   | San José         | Estados Unidos | SAP Center                    | Festival        | Festival      |
| 7 de diciembre de 2017   | Chicago          | Estados Unidos | Allstate Arena                | Festival        | Festival      |
| 9 de diciembre de 2017   | Toronto          | Canadá         | Air Canada Centre             | Festival        | Festival      |
| 10 de diciembre de 2017  | Boston           | Estados Unidos | TD Garden                     | Festival        | Festival      |
| 15 de diciembre de 2017  | Atlanta          | Estados Unidos | Philips Arena                 | Festival        | Festival      |
| 17 de diciembre de 2017  | Sunrise          | Estados Unidos | BB&T Center                   | Festival        | Festival      |
| Asia                     |                  |                |                               |                 |               |
| 26 de febrero de 2018    | Osaka            | Japón          | Zepp Osaka Bayside            | —               | —             |
| 28 de febrero de 2018    | Tokio            | Japón          | Toyosu Pit                    | —               | —             |
| 1 de marzo de 2018       | Tokio            | Japón          | Toyosu Pit                    | —               | —             |
| 2 de marzo de 2018       | Nagoya           | Japón          | Zepp Nagoya                   | —               | —             |
| 5 de marzo de 2018       | Bangkok          | Tailandia      | Muang Thai Gmm Live House     | —               | —             |
| 6 de marzo de 2018       | Manila           | Filipinas      | Kia Theater                   | —               | —             |
| 12 de marzo de 2018      | Yakarta          | Indonesia      | The Kasablanka                | —               | —             |
| 14 de marzo de 2018      | Singapur         | Singapur       | Zepp Big Box                  | —               | —             |
| 16 de marzo de 2018      | Abu Dabi         | EAU            | du Forum                      | —               | —             |
| Norteamérica             |                  |                |                               |                 |               |
| 18 de marzo de 2018      | Orlando          | Estados Unidos | Universal Orlando Resort      | Festival        | Festival      |
| 11 de mayo de 2018       | Hollywood        | Estados Unidos | Seminole Hard Rock            | —               | —             |
| Total                    | Total            | Total          | Total                         | 27,019 / 54,124 | $1,783,567    |

### Conciertos cancelados y reprogramados
| Día                    | Ciudad       | País          | Recinto                               | Motivo |
| ---------------------- | ------------ | ------------- | ------------------------------------- | --- |
| 24 de octubre de 2017  | Perth        | Australia     | Perth Arena                           | Conflictos de programación |
| 27 de octubre de 2017  | Melbourne    | Australia     | Margaret Court Arena                  | Reprogramado para el 8 de marzo de 2018 Posteriormente cancelado debido a motivos desconocidos.                                  |
| 28 de octubre de 2017  | Sídney       | Australia     | Sydney ICC Theatre                    | Reprogramado para el 9 de marzo de 2018 y trasladado al Hordern Pavilion Posteriormente cancelado debido a motivos desconocidos. |
| 1 de noviembre de 2017 | Brisbane     | Australia     | Brisbane Convention Centre            | Reprogramado para el 10 de marzo de 2018 Posteriormente cancelado debido a motivos desconocidos.                                 |
| 3 de noviembre de 2017 | Christchurch | Nueva Zelanda | Horncastle Arena                      | Conflictos de programación |
| 4 de noviembre de 2017 | Wellington   | Nueva Zelanda | Arena TSB Bank                        | Conflictos de programación |
| 5 de noviembre de 2017 | Auckland     | Nueva Zelanda | Spark Arena                           | Conflictos de programación |
| 13 de mayo de 2018     | San Juan     | Puerto Rico   | Centro de Convenciones de Puerto Rico | Desconocidos |
| 16 de mayo de 2018     | Reikiavik    | Islandia      | Laugardalshöllin                      | Desconocidos |